# Richard Dix
Richard Dix, nascido Ernst Carlton Brimmer (Saint Paul, 18 de julho de 1893 — Los Angeles, 20 de setembro de 1949) foi um ator americano de cinema que alcançou popularidade, tanto em filmes mudos quanto filmes sonoros. Sua imagem padrão na tela era a do herói robusto. Ele foi indicado ao Oscar de Melhor Ator por seu papel principal no épico vencedor de Melhor Filme, Cimarron (1931).

## Vida pregressa
Dix nasceu em 18 de julho de 1893, em St. Paul, Minnesota.
Ele foi educado nessa cidade e, por desejo de seu pai, estudou para ser cirurgião. Seu óbvio talento de ator em seu clube dramático da escola o levou a papéis principais na maioria das peças da escola. Dix também se destacava nos esportes, especialmente futebol e beisebol. Depois de um ano na Universidade de Minnesota, ele assumiu uma posição em um banco, passando as noites treinando para o palco. Seu início profissional foi em uma empresa de ações local, o que levou a um trabalho semelhante na cidade de Nova York. A morte de seu pai o deixou com uma mãe e uma irmã para sustentar. Ele foi para Los Angeles e se tornou o líder da Morosco Stock Company, companhia de teatro. Seu sucesso lá lhe rendeu um contrato com a Paramount Pictures. 

## Carreira

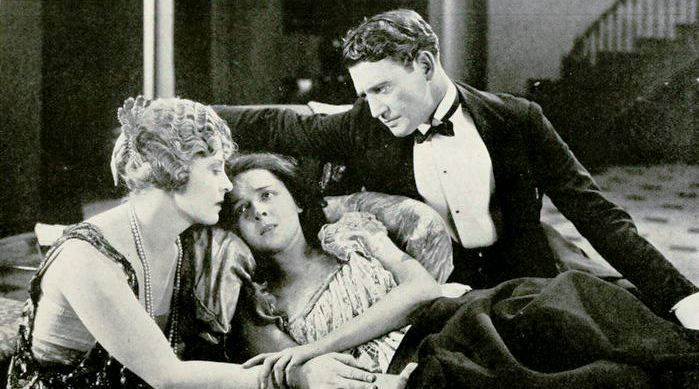
Gertrude Astor, Colleen Moore e Dix filmando The Wall Flower em 1922

Ele então mudou seu nome para Dix. Depois de se mudar para Hollywood, ele começou uma carreira no cinema western. Um dos poucos atores que conseguiu superar a transição de filmes mudos para sonoros, o papel mais lembrado de Dix foi na versão muda de Os Dez Mandamentos, de Cecil B. Demille (1923). Ele foi indicado ao Oscar de Melhor Ator em 1931 por sua atuação como Yancey Cravat em Cimarron. Cimarron, baseado no romance popular de Edna Ferber, recebeu o prêmio de Melhor Filme. Dix estrelou outra aventura de RKO, The Lost Squadron.
Um papel memorável para Dix foi no filme futurista britânico de 1935, The Tunnel. Dix estrelou The Great Jasper e Blind Alibi no final dos anos 30. Sua popular co-estrela da RKO Radio Pictures em Blind Alibi foi Ace the Wonder Dog. As co-estrelas humanas de Dix foram Whitney Bourne e Eduardo Ciannelli; o filme foi dirigido por Lew Landers. Dix também estrelou como o homicida Capitão Stone na produção de Val Lewton de The Ghost Ship, dirigida por Mark Robson. 
Em 1941, Dix interpretou Wild Bill Hickok em Badlands of Dakota e interpretou Wyatt Earp no ano seguinte em Tombstone, a cidade Too Tough to Die, apresentando Edgar Buchanan como Curly Bill Brocious. 
Em 1944, ele estrelou The Whistler, o primeiro de uma série de oito filmes "Whistler" feitos pela Columbia Pictures. Ele também estrelou os próximos seis filmes da série, interpretando um personagem diferente a cada vez. (Ele não interpretou o "Whistler", que era um narrador invisíve). Dix se aposentou de atuar após o sétimo desses filmes, A Décima Terceira Hora. Ele morreu dois anos depois, ao sofrer um ataque cardíaco aos 56 anos.     

## Hobbies
De acordo com a revista Movies de julho de 1934, em seu rancho perto de Hollywood, cuja localização ele mantinha em segredo, Dix criava milhares de galinhas e perus. Ele também tinha uma coleção de milhares de cachimbos e uma "coleção" de 36 cães, "Scotties e Setter ingleses".    

## Vida privada
Richard Dix se casou com Winifred Coe em 20 de outubro de 1931. Eles tiveram uma filha, Martha Mary Ellen, e se divorciaram em 1933. Ele se casou com Virginia Webster em 29 de junho de 1934. Eles tiveram gêmeos, Richard Jr. e Robert Dix, e uma filha adotiva, Sara Sue. 
Aposentou-se dos filmes em 1947. 

## Morte
Após anos lutando contra o alcoolismo, Dix sofreu um grave ataque cardíaco em 12 de setembro de 1949, enquanto estava em um trem de Nova York para Los Angeles. Dix morreu aos 56 anos em 20 de setembro de 1949. Ele teve quatro filhos de seus dois casamentos. Um deles foi o ator Robert Dix (1935–2018). Richard Dix foi enterrado no cemitério de Forest Lawn Memorial Park, em Glendale, Califórnia.

## Reconhecimento
Dix tem uma estrela na Calçada da Fama de Hollywood na seção de Filmes em 1610 Vine Street. atribuída em 8 de fevereiro de 1960.

## Filmografia

### Filmes silenciosos
| Year | Title                     | Role                        | Notes                                                    |
| ---- | ------------------------- | --------------------------- | -------------------------------------------------------- |
| 1917 | One of Many               | James Lowery                | perdido                                                  |
| 1921 | Not Guilty                | Paul Ellison/Arthur Ellison | perdido                                                  |
| 1921 | All's Fair in Love        | Bobby Cameron               | perdido                                                  |
| 1921 | Dangerous Curve Ahead     | Harley Jones                | perdido                                                  |
| 1921 | The Poverty of Riches     | John Colby                  | perdido                                                  |
| 1922 | The Glorious Fool         | Billy Grant                 | perdido                                                  |
| 1922 | Yellow Men and Gold       | Parrish                     | perdido                                                  |
| 1922 | Fools First               | Tommy Frazer                | perdido                                                  |
| 1922 | The Wall Flower           | Walt Breen                  | perdido                                                  |
| 1922 | The Bonded Woman          | Lee Marvin                  | cópia de Gosfilmofond                                    |
| 1922 | The Sin Flood             | Bill Bear                   | perdido                                                  |
| 1923 | The Christian             | John Storm                  | George Eastman House                                     |
| 1923 | Quicksands                | Lieutenant Bill             | perdido                                                  |
| 1923 | Souls for Sale            | Frank Claymore              | extant                                                   |
| 1923 | The Woman with Four Faces | Richard Templar             | perdido                                                  |
| 1923 | Racing Hearts             | Robby Smith                 | perdido                                                  |
| 1923 | To the Last Man           | Jean Isbel                  | cópia de Gosfilmofond                                    |
| 1923 | The Ten Commandments      | John McTavish               | George Eastman, Library of Congress                      |
| 1923 | The Call of the Canyon    | Glenn Kilbourne             | Gosfilmofond, Library of Congress                        |
| 1924 | The Stranger              | Larry Darrant               | perdido                                                  |
| 1924 | Icebound                  | Ben Jordan                  | perdido                                                  |
| 1924 | Unguarded Women           | Douglas Albright            | perdido                                                  |
| 1924 | Sinners In Heaven         | Alan Croft                  | perdido                                                  |
| 1924 | Manhattan                 | Peter Minuit                | existente                                                |
| 1924 | Too Many Kisses           | Richard Gaylord, Jr         | Library of Congress                                      |
| 1924 | A Man Must Live           | Geoffrey Farnell            | perdido                                                  |
| 1925 | The Shock Punch           | Randall Lee Savage          | Library of Congress                                      |
| 1925 | Men and Women             | Will Prescott               | perdido                                                  |
| 1925 | The Lucky Devil           | Randy Farnum                | Library of Congress                                      |
| 1925 | The Vanishing American    | Nophaie                     | Library of Congress                                      |
| 1925 | Womanhandled              | Bill Dana                   | Library of Congress                                      |
| 1926 | Let's Get Married         | Billy Dexter                | Library of Congress                                      |
| 1926 | Fascinating Youth         | Ele mesmo (cameo)           | perdido                                                  |
| 1926 | Say It Again              | Bob Howard                  | perdido                                                  |
| 1926 | The Quarterback           | Jack Stone                  | Library of Congress                                      |
| 1927 | Paradise for Two          | Steve Porter                | perdido                                                  |
| 1927 | Knockout Reilly           | Dundee "Knockout" Reilly    | perdido                                                  |
| 1927 | Man Power                 | Tom Roberts                 | perdido                                                  |
| 1927 | Shanghai Bound            | Jim Bucklin                 | perdido                                                  |
| 1927 | The Gay Defender          | Joaquin Murrieta            | perdido                                                  |
| 1928 | Sporting Goods            | Richard Shelby              | perdido                                                  |
| 1928 | Easy Come, Easy Go        | Robert Parker               | perdido                                                  |
| 1928 | Warming Up                | Bert Tulliver               | perdido                                                  |
| 1928 | Moran of the Marines      | Michael Moran               | perdido                                                  |
| 1929 | The Love Doctor           | Dr. Gerald Summer           |                                                          |
| 1929 | Redskin                   | Wingfoot                    | Library of Congress; parcialmente filmado em Technicolor |

### Filmes sonoros
| Year | Title                                | Role                                 | Notes                           |
| ---- | ------------------------------------ | ------------------------------------ | ------------------------------- |
| 1929 | Nothing But the Truth                | Robert Bennett                       |                                 |
| 1929 | The Wheel of Life                    | Captain Leslie Yeullet               |                                 |
| 1929 | Seven Keys to Baldpate               | William Halliwell Magee              |                                 |
| 1930 | Lovin' the Ladies                    | Peter Darby                          |                                 |
| 1930 | Shooting Straight                    | Larry Sheldon                        |                                 |
| 1931 | Cimarron                             | Yancey Cravat                        | Indicado — Oscar de melhor ator |
| 1931 | Young Donovan's Kid                  | Jim Donovan                          |                                 |
| 1931 | The Public Defender                  | Pike Winslow                         |                                 |
| 1931 | Secret Service                       | Captain Lewis Dumont                 |                                 |
| 1932 | The Lost Squadron                    | Capt. "Gibby" Gibson                 |                                 |
| 1932 | Roar of the Dragon                   | Captain Chauncey Carson              |                                 |
| 1932 | Hell's Highway                       | Frank 'Duke' Ellis                   |                                 |
| 1932 | The Conquerors                       | Roger Standish/Roger Standish Lennox |                                 |
| 1933 | The Great Jasper                     | Jasper Horn                          |                                 |
| 1933 | No Marriage Ties                     | Bruce Foster                         |                                 |
| 1933 | Ace of Aces                          | 2nd ten. Rex "Rocky" Thorne          |                                 |
| 1933 | Day of Reckoning                     | John Day                             |                                 |
| 1934 | Stingaree                            | Stingaree                            |                                 |
| 1934 | His Greatest Gamble                  | Phillip Eden                         |                                 |
| 1934 | West of the Pecos                    | Pecos Smith                          |                                 |
| 1935 | The Arizonian                        | Clay Tallant                         |                                 |
| 1935 | The Tunnel                           | Richard 'Mack" McAllan               |                                 |
| 1936 | Yellow Dust                          | Bob Culpepper                        |                                 |
| 1936 | Special Investigator                 | William "Bill" Fenwick               |                                 |
| 1936 | Devil's Squadron                     | Paul Redmond                         |                                 |
| 1937 | The Devil's Playground               | Jack Dorgan                          |                                 |
| 1937 | The Devil is Driving                 | Paul Driscoll                        |                                 |
| 1937 | It Happened in Hollywood             | Tim Bart                             |                                 |
| 1938 | Blind Alibi                          | Paul Dover                           |                                 |
| 1938 | Sky Giant                            | Capt. W.R. "Stag" Cahill             |                                 |
| 1939 | Man of Conquest                      | Sam Houston                          |                                 |
| 1939 | Here I Am a Stranger                 | Duke Allen                           |                                 |
| 1939 | Reno                                 | Bill Shear                           |                                 |
| 1940 | The Marines Fly High                 | Ten. Danny Darrick                   |                                 |
| 1940 | Men Against the Sky                  | Phil Mercedes                        |                                 |
| 1940 | Cherokee Strip                       | Marshal Dave Morrell                 |                                 |
| 1941 | The Round Up                         | Steve Payson                         |                                 |
| 1941 | Badlands of Dakota                   | Wild Bill Hickok                     |                                 |
| 1942 | Tombstone, the Town Too Tough to Die | Wyatt Earp                           |                                 |
| 1942 | American Empire                      | Dan Taylor                           |                                 |
| 1943 | Eyes of the Underworld               | The Chief, Richard Bryan             |                                 |
| 1943 | Buckskin Frontier                    | Stephen Bent                         |                                 |
| 1943 | The Kansan                           | John Bonniwell                       |                                 |
| 1943 | Top Man                              | Tom Warren                           |                                 |
| 1943 | The Ghost Ship                       | Captain Will Stone                   |                                 |
| 1944 | The Whistler                         | Earl C. Conrad                       |                                 |
| 1944 | The Mark of the Whistler             | Lee Selfridge Nugent                 |                                 |
| 1945 | The Power of the Whistler            | William Everest                      |                                 |
| 1945 | Voice of the Whistler                | John Sinclair (John Carter)          |                                 |
| 1946 | Mysterious Intruder                  | Don Gale                             |                                 |
| 1946 | The Secret of the Whistler           | Ralph Harrison                       |                                 |
| 1947 | The Thirteenth Hour                  | Steve Reynolds                       |                                 |

## ligações externas
- Richard Dix. no IMDb.